# تو تنغ (سياهو)
تو تنغ (بالفارسية: توتنگ) هي قرية تقع في إيران في قسم سیاهو الريفي. يقدر عدد سكانها بـ 300 نسمة بحسب إحصاء 2016.